# Баканы (разъезд)
Бака́ны — разъезд Северобайкальского региона Восточно-Сибирской железной дороги на Байкало-Амурской магистрали (1259 километр).
Находится в 10 км к востоку от озера Баканы, в Северо-Байкальском районе Республики Бурятия.

## Пригородное сообщение по станции
| № поезда | Маршрут движения                  | № поезда | Маршрут движения                  |
| -------- | --------------------------------- | -------- | --------------------------------- |
| 6375     | Кюхельбекерская — Северобайкальск | 6376     | Северобайкальск — Кюхельбекерская |